# Конирозецький сільський округ
Конирозе́цький сільський округ (каз. Қоңырөзек ауылдық округі, рос. Конырозекский сельский округ) — адміністративна одиниця у складі Успенського району Павлодарської області Казахстану. Адміністративний центр — село Конир-Озек.
Населення — 1186 осіб (2021; 1532 у 2009, 3104 у 1999, 4467 у 1989).
Станом на 1989 рік існувала Павловська сільська рада (села Дмитрієвка, Павловка, Херсонка) та Надаровська сільська рада (села Ажбулат, Вознесенка, Крупське, Милорадовка, Надаровка, Ульяновка, Чистополь). Села Крупське та Херсонка було ліквідоване 2000 року, села Милорадовка та Ульяновка — 2003 року. До 2006 року округ називався Павловським. 2018 року до складу округу була включена територія ліквідованого Надаровського сільського округу (села Вознесенка, Надаровка, Чистополь).

## Склад
До складу округу входять такі населені пункти:
| Населений пункт   | Старі назви | Населення, осіб (1989) | Населення, осіб (1999) | Населення, осіб (2009) | Населення, осіб (2021) |
| ----------------- | ----------- | ---------------------- | ---------------------- | ---------------------- | ---------------------- |
| Ажбулат, село     | -           | 7                      | -                      | -                      | -                      |
| Вознесенка, село  | -           | 622                    | 525                    | 301                    | 306                    |
| Дмитрієвка, село  | -           | 677                    | 503                    | 246                    | 176                    |
| Конир-Озек, село  | Павловка    | 1336                   | 1036                   | 766                    | 599                    |
| Крупське, село    | -           | 9                      | -                      | -                      | -                      |
| Милорадовка, село | -           | 250                    | 126                    | -                      | -                      |
| Надаровка, село   | -           | 1102                   | 671                    | 176                    | 87                     |
| Ульяновка, село   | -           | 279                    | 83                     | -                      | -                      |
| Херсонка, село    | -           | 5                      | -                      | -                      | -                      |
| Чистополь, село   | -           | 180                    | 160                    | 43                     | 18                     |